# Lygophis
Lygophis — рід змій родини полозових (Colubridae). Представники цього роду мешкають в Південній Америці і Панамі.

## Види
Рід Lygophis нараховує 8 видів:
- Lygophis anomalus (Günther, 1858)
- Lygophis dilepis Cope, 1862
- Lygophis elegantissimus (Koslowsky, 1896)
- Lygophis flavifrenatus Cope, 1862
- Lygophis lineatus (Linnaeus, 1758)
- Lygophis meridionalis (Schenkel, 1902)
- Lygophis paucidens Hoge, 1953
- Lygophis vanzolinii (Dixon, 1985)

## Етимологія
Наукова назва роду Lygophis походить від сполучення слів дав.-гр. λυγος — галузка і οφις — змія.